# Casa Tschiener
La Casa Tschiener, también conocida como la Escuela Dumas, fue una residencia histórica en Mobile, Alabama, Estados Unidos. La estructura, de estilo gótico carpintero, se construyó en 1866. Fue inscrita en el Registro Nacional de Lugares Históricos el 18 de enero de 1982. Posteriormente, fue destruida por un incendio. En el lugar se conserva una antigua dependencia.